# Engelhard Pargätzi
Engelhard Pargätzi (ur. 31 lipca 1949 w Arosie) – szwajcarski narciarz alpejski. Zajął 6. miejsce w gigancie na igrzyskach w Innsbrucku w 1976 r. Był też piąty w gigancie na mistrzostwach świata w Sankt Moritz. Jego najlepszym sezonem w Pucharze Świata był sezon 1975/1976, kiedy to zajął 10. miejsce w klasyfikacji generalnej, a w klasyfikacji giganta był czwarty.

## Sukcesy

### Puchar Świata

#### Miejsca w klasyfikacji generalnej
- 1971/1972 – 43.
- 1972/1973 – 37.
- 1973/1974 – 25.
- 1974/1975 – 31.
- 1975/1976 – 10.
- 1976/1977 – 43.

#### Miejsca na podium
1. Madonna di Campiglio – 14 grudnia 1975 (gigant) – 1. miejsce
2. Adelboden – 12 stycznia 1976 (zjazd) – 3. miejsce
3. Copper Mountain – 5 marca 1976 (zjazd) – 3. miejsce